# Rhizotrochus typus
Espèce
Statut CITES
Rhizotrochus typus est une espèce de coraux appartenant à la famille des Flabellidae.